# Résistance (journal)
Pour les articles homonymes, voir Résistance.
Résistance est le titre de plusieurs journaux clandestins publiés en France sous l'Occupation allemande, notamment ceux  émanant du groupe du musée de l'Homme (1940-1941) et du mouvement Résistance (1942-1944).

## Résistance(1940-1941)
De décembre 1940 à mars 1941, le réseau lié au Musée de l'Homme édite  Résistance. Bulletin officiel du comité national de salut public, créé par Boris Vildé et Anatole Lewitsky.
Dès septembre 1940, Jean Cassou rédige un tract intitulé « Vichy fait la guerre », tiré à plusieurs milliers d'exemplaires. 
À la fin de 1940, le réseau lance un journal clandestin sous la houlette de Jean Cassou, de Marcel Abraham, ancien directeur de Cabinet de Jean Zay au ministère de l'Éducation nationale, et de l'écrivain Claude Aveline, issus du groupe « Français libres de France » ; à partir de 1941, interviennent aussi Jean Paulhan et Jean Blanzat. 
La couverture utilisée pour justifier des rencontres, notamment dans l'appartement de Louis Martin-Chauffier ou chez les éditeurs Albert et Robert Émile-Paul est une association littéraire, le « Cercle Alain-Fournier ».
Cinq numéros du journal ont paru :
- Le premier paraît le 15 décembre 1940 sur quatre pages de format A4.

Son éditorial débute en ces termes : « Résister ! C'est le cri qui sort de votre cœur à tous, dans la détresse où vous a laissé le désastre de la Patrie. C'est le cri de vous tous qui ne vous résignez pas, de vous tous qui voulez faire votre devoir. » 
Ce bulletin comporte également des informations sur l'évolution de la guerre et engage ses lecteurs à l'action en se proposant de coordonner l'activité de ceux qui veulent agir. Les textes sont écrits . Dactylographiés par Agnès Humbert, ils sont ronéotés d'abord au musée de l'Homme, puis chez Jean Paulhan.
- Le deuxième numéro paraît le 30 décembre 1940 sur six pages.

Il contient le texte intégral de l'appel du 18 juin, publié sous le titre « L'heure d'espérance », ainsi qu'une revue de presse intitulée « Dans la presse illégale » qui cite notamment le numéro 4 de Pantagruel, un autre journal clandestin.
- Le troisième numéro paraît le 31 janvier 1941. Il est en grande partie consacré à la position des États-Unis.

- Le quatrième numéro paraît le 1er mars 1941.

- Le cinquième et dernier numéro paraît à la mi-mars. Il est entièrement rédigé par Pierre Brossolette.

L'arrestation d'un grand nombre de membres du réseau en janvier-mars 1941 (sept seront exécutés en 1942) met fin à la publication.

## Résistance(1942-1944)
Un journal nommé Résistance. Le Nouveau Journal de Paris est créé par le docteur Marcel Renet (1905-1979), fondateur en août 1942 du Mouvement Résistance, qui signe « Jacques Destrée » ou « Marc Antoine ». 
Le premier numéro date du 21 octobre 1942. Il s'agit un véritable journal et non d'une simple « feuille », ce qui en fait un des deux plus importants de l'époque, avec Libération de Christian Pineau. 
Y collaborent Pierre Brossolette (« Pierre Braud »), Jacques Debû-Bridel (« Sargon »), Henri Mazeaud (« François »), Maurice Roland (« Ollivier »), Me Boissarie (« Caton »), Maurice Lacroix (« Jean Decour »), Émile Janvier (« Dormoy »), Alcide Morel (« Lefaure »), Jean de Rudder (« Verstraete »), Henri Steiner (« Ch. Duval »), Mme Levreux (« Claude Lasnier »), Mme Renet (« Catherine Villedieu »), André Lafargue (« Robert Desniaux »), Claude Lafargue (« Marc Deschamps »), Me André Bossin (« Paul Robin »), Me Robert Lecourt (« Rouanet »), etc.
Marcel Renet est arrêté le 23 novembre 1943, mais l'activité du mouvement se poursuit jusqu'à la Libération. 
Le 12 mai 1944, Mariette Fichelet, Emile Staquet et Marcel Vidal sont arrêtés par la Gestapo à Montrouge, dans l'imprimerie du journal (Jean De Rudder) où une plaque commémorative a été apposée. Les deux hommes sont déportés à Dachau, Mariette Fichelet à Ravensbrück, où elle meurt le 10 avril 1945.

## Autres
- Résistance : Ile-de-France[réf. nécessaire].
- Résistance : organe du Mouvement Libération Nationale (Henri Frenay et Robert Guédon), suite de Les Petites Ailes de France.
- Résistance : organe du Front national de Montpellier[4]